# Gianni Meersman
Gianni Meersman (Tielt, 5 de diciembre de 1985) es un exciclista profesional belga.

## Carrera
Debutó con el equipo Discovery Channel en 2007, donde mostró grandes cualidades al ganar una etapa en el Tour de Georgia, y otra en la Vuelta a Austria. En 2008, fichó por el equipo francés La Française des Jeux, donde se llevó la cuarta etapa del Tour de Valonia. 
Tras un 2009 y 2010, sin grandes resultados, en 2011, volvió a aparecer, para sorprender a todos llevándose el Circuito de las Ardenas, con la clasificación de los puntos y una etapa incluido. Esta gran temporada le hizo participar en el Tour de Francia 2011 donde finalizó en la 77.ª posición, escapándose en una etapa.
En 2016, conquistó sus primeras etapas en una gran vuelta, al vencer dos etapas al esprint de la Vuelta a España, imponiéndose en la segunda etapa sobre el polaco Michał Kwiatkowski y en la quinta sobre el italiano Fabio Felline.
A finales de año se vio obligado a retirarse debido a una arritmia cardíaca detectada en un control de salud rutinario de su nuevo equipo, el Fortuneo-Vital Concept francés, del que estaba llamado a ser uno de los líderes a partir del 1 de enero de 2017.
En junio de 2021 se unió al equipo Alpecin-Fenix como director deportivo.

## Palmarés

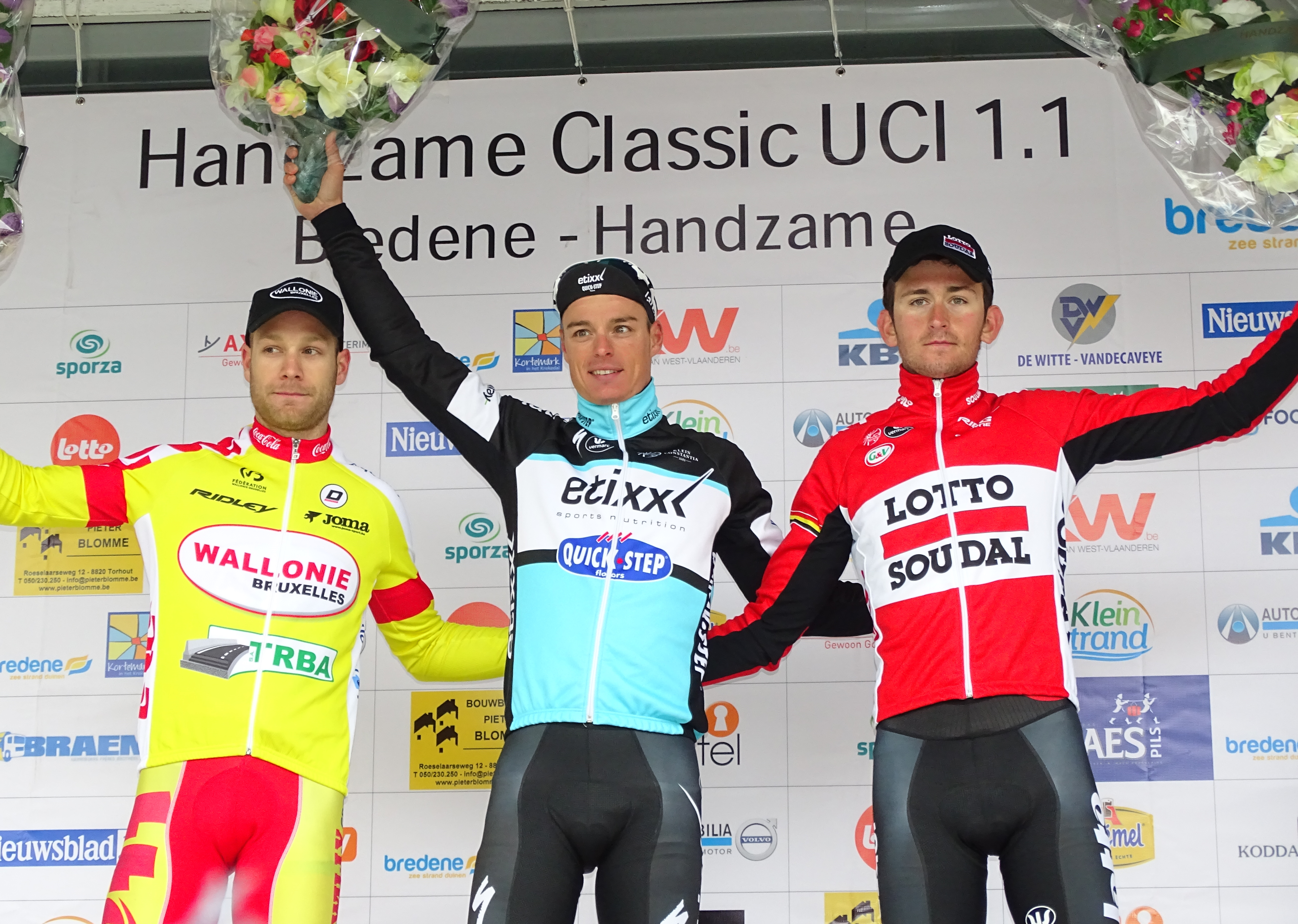
Handzame Classic 2015 : Antoine Demoitié (2), Gianni Meersman (1) & Tiesj Benoot (3).

| 2004 - Circuito de Valonia 2005 - Tour de Namur - 1 etapa de la Ronde de l'Isard d'Ariège 2007 - 1 etapa del Tour de Georgia - 1 etapa de la Vuelta a Austria 2008 - 1 etapa del Tour de Valonia 2011 - Circuito de las Ardenas, más 1 etapa - 2.º en el Campeonato de Bélgica en Ruta 2012 - 1 etapa de la Vuelta al Algarve - 1 etapa de la París-Niza | 2013 - 2 etapas de la Volta a Cataluña - 2 etapas del Tour de Romandía - 2.º en el Campeonato de Bélgica en Ruta - 1 etapa del Tour de l'Ain 2014 - 1 trofeo de la Challenge Ciclista a Mallorca (Trofeo Muro - Port d'Alcúdia) - Tour de Valonia, más 1 etapa - 2 etapas del Tour de l'Ain 2015 - Cadel Evans Great Ocean Road Race - 1 etapa de la Vuelta al Algarve - Handzame Classic 2016 - 2 etapas de la Vuelta a España |

## Resultados en Grandes Vueltas y Campeonatos del Mundo
| Carrera         | Carrera         | 2007 | 2008 | 2009 | 2010 | 2011 | 2012 | 2013 | 2014 | 2015 | 2016  |
| --------------- | --------------- | ---- | ---- | ---- | ---- | ---- | ---- | ---- | ---- | ---- | ----- |
|                 | Giro de Italia  | —    | —    | —    | —    | —    | Ab.  | —    | —    | Ab.  | —     |
|                 | Tour de Francia | —    | —    | —    | —    | 77.º | —    | —    | —    | —    | —     |
|                 | Vuelta a España | —    | Ab.  | —    | 98.º | —    | 57.º | 58.º | —    | —    | 111.º |
| Mundial en Ruta | Mundial en Ruta | —    | —    | —    | —    | —    | 90.º | —    | —    | —    | —     |

—: no participa

Ab.: abandono

## Equipos
- Discovery Channel (2007)
- La Française des Jeux (2008-2011)
- Lotto Belisol (2012)
- Omega Pharma/Etixx (2013-2016)
  - Omega Pharma-Quick Step Cycling Team (2013-2014)
  - Etixx-Quick Step (2015-2016)